# Lucasfilm Games
LucasFilm Games, nota in passato come LucasArts Games, è un'azienda statunitense dedita alla pubblicazione di videogiochi, fondata da George Lucas nel 1982; è principalmente ricordata per aver pubblicato titoli come Grim Fandango, The Secret of Monkey Island e molti videogiochi ispirati alla saga di Star Wars.

## Storia
La compagnia Lucasfilm Games fu fondata nel maggio 1982 come gruppo di sviluppo della Lucasfilm Ltd., la casa cinematografica di George Lucas. Lucas voleva che la sua compagnia si lanciasse in altre aree dell'intrattenimento, così iniziò a cooperare con l'Atari per produrre videogiochi.
I primi risultati di questa collaborazione furono i giochi d'azione di successo Ballblazer e Rescue on Fractalus!. Versioni beta di entrambi i giochi furono diffuse nei "circoli" dei pirati informatici esattamente una settimana dopo che l'Atari ricevette copie sprotette per una opinione di mercato e furono così in circolo mesi prima della loro distribuzione ufficiale. Nel 1985 furono pubblicati per l'Atari 8-bit, e poi per molti altri sistemi, sotto il marchio Lucasfilm Games, tramite gli editori Epyx, Activision e la stessa Atari. I successivi due giochi della Lucasfilm Games furono Koronis Rift e The Eidolon.
Nel 1990, in una riorganizzazione delle compagnie Lucas, la Lucasfilm Games divenne parte della neonata LucasArts Entertainment Company, assieme alla Industrial Light & Magic (ILM) e alla Skywalker Sound. Più tardi ILM e Skywalker Sound furono consolidate nella Lucas Digital Ltd. e LucasArts divenne il nome ufficiale della divisione videogiochi, precedentemente Lucasfilm Games.
Nel dicembre 2012, la Lucasfilm è stata interamente acquisita da The Walt Disney Company e nell'aprile 2013 la Disney ha annunciato la dismissione di Lucasarts e il trasferimento di tutti i suoi progetti in corso di sviluppo a Disney Interactive Studios. La LucasArts, tornata al precedente nome di Lucasfilm Games nel 2021, è stata mantenuta attiva come mero studio di gestione delle licenze sui marchi dei videogiochi di proprietà della Lucasfilm (ora di Disney) per concessioni a sviluppatori di terze parti, principalmente Electronic Arts.

## Logo

Logo utilizzato fino al 2005

La Lucasfilm Games usò inizialmente un logo che altro non era che una modifica del logotipo della casa madre.
Il più famoso logo della compagnia, chiamato informalmente "L'uomo d'oro", fu introdotto nel 1991 con la trasformazione in LucasArts e consisteva di una stilizzata figura umana colorata di giallo, posta nello spazio tra i due tratti di una lettera "L" viola contenente il nome della compagnia. La figura ha le braccia rivolte al cielo e tra di esse si stende una linea con dei raggi rappresentante un Sole stilizzato. Il logo venne ridisegnato nel tardo 2005, eliminando la "L" viola e rendendo la figura antropomorfa più sinuosa. Il logo può essere un possibile riferimento alla fine del primo film di George Lucas, L'uomo che fuggì dal futuro, nel quale la silhouette del protagonista sta con le braccia rivolte al cielo durante l'alba.
Nel 1998, la LucasArts intraprese un'azione legale contro la software house finlandese Remedy Entertainment, con l'accusa che il logo della compagnia finlandese imitasse quello della stessa LucasArts. Tuttavia la Remedy stava già ridisegnando il proprio logo, e accettò di togliere il logo incriminato dal proprio sito per rimpiazzarlo con uno nuovo poco più tardi. Nelle schermate di presentazione di molti videogiochi della LucasArts, il logo veniva modificato introducendo il protagonista del gioco al posto dell'uomo d'oro oppure modificandolo secondo un tema proprio del gioco stesso.
Dopo il 2012, con la trasformazione della compagnia e il ritorno al nome di Lucasfilm Games, venne introdotto un nuovo logo che ancora una volta consiste una versione adattata del logo principale della Lucasfilm.

## Videogiochi
La prima avventura grafica sviluppata dall'allora Lucasfilm Games fu Labyrinth (1986), basata sul medesimo film Lucasfilm. Nel 1987 fu la volta del bizzarro (ma graficamente superiore a Labyrinth) Maniac Mansion che introdusse lo SCUMM, sviluppato da Ron Gilbert, il linguaggio di scripting dietro a pressoché tutte le avventure grafiche prodotte dalla compagnia dal 1987 al 2010. Le avventure pubblicate negli anni seguenti, come Zak McKracken and the Alien Mindbenders (1988), Indiana Jones e l'ultima crociata (1989), Loom (1990) e soprattutto il classico senza tempo The Secret of Monkey Island (1990), aiutarono la LucasFilm a farsi la reputazione di una delle migliori case del settore. Spesso ci si riferisce alla LucasFilm Games come a una delle due major del settore, in competizione con la Sierra Online come sviluppatore di avventure grafiche ad alta qualità. La prima metà degli anni novanta rappresentò il periodo d'oro della compagnia, con eterni classici come Monkey Island 2: LeChuck's Revenge (1991), Indiana Jones e il destino di Atlantide (1992), il sequel di Maniac Mansion Day of the Tentacle (1993) e Sam & Max Hit the Road (1993).
Nella seconda metà del decennio, la popolarità delle avventure grafiche diminuì, mentre il costo di sviluppo dei videogiochi salì a dismisura anche a causa della grafica ad alta risoluzione e delle musiche di qualità CD. Il mercato dei PC richiedeva delle avventure grafiche capaci di sfruttare le potenzialità delle ultime schede video, una richiesta che arrivava anche dal mercato delle home console grazie alle capacità 3D della Sony PlayStation e dei suoi avversari Sega Saturn e Nintendo 64; tutto ciò segnò gli standard delle nuove tipologie di videogioco. Le avventure grafiche - bidimensionali e concentrate sulla trama e sugli enigmi - persero popolarità.
La LucasArts pubblicò comunque altri titoli che riscossero un buon successo, come Full Throttle e The Dig (1995), o come The Curse of Monkey Island (1997) che fu l'ultima avventura grafica LucasArts 2D ad usare il sistema SCUMM e l'interfaccia "punta e clicca". Grim Fandango (1998) fu la prima avventura LucasArts a sfruttare un engine ibrido con personaggi 3D e fondali 2D. L'interfaccia del gioco soffrì molto di questa conversione, in particolare dal punto di vista del controllo del giocatore, che diventò meno intuitivo della classica interfaccia punta e clicca. Comunque, i fondali ad alta qualità, l'ottimo doppiaggio e i ben studiati dialoghi gli fecero vincere il premio GameSpot's Gioco dell'anno.
Fuga da Monkey Island (2000), il quarto episodio della serie di Monkey Island, si avvalse dello stesso sistema di gestione del giocatore e della grafica di Grim Fandango, suscitando (anche a causa della trama scadente, esageratamente comica e non in linea con l'umorismo della serie) una serie di reazioni negative da parte della critica e del pubblico. Un sequel di Full Throttle e il nuovo Sam & Max erano in sviluppo, ma furono cancellati (rispettivamente nel 2003 e nel 2004) prima di essere portati a termine a causa della crisi economica che investì la compagnia. Nel 2009 viene distribuito Tales of Monkey Island, quinto titolo della serie di Monkey Island, sviluppato in collaborazione con la Telltale Games, riscuotendo grandissimo successo dalla critica e dai fan.
Alla fine degli anni ottanta e per tutto il decennio seguente, la LucasFilm games ha sviluppato una serie di giochi di simulazione, i primi dei quali furono i due simulatori navali PHM Pegasus e Strike Fleet nel 1987. Questi due titoli furono pubblicati dalla Electronic Arts per una grande varietà di piattaforme, compresi PC, Commodore 64 e Apple II.
Nel 1988 Battlehawks 1942 lanciò la trilogia dei simulatori di volo di guerra della seconda guerra mondiale, dando la possibilità di giocare con i piloti americani o giapponesi durante la guerra del Pacifico. Battlehawks 1942 fu seguito da Their Finest Hour: The Battle of Britain (1989), che ricreò la battaglia tra la Luftwaffe e la RAF. La trilogia terminò con Secret Weapons of the Luftwaffe nel 1991, nel quale il giocatore può scegliere se giocare dalla parte degli americani o dei tedeschi. La trilogia fu lodata per la sua accuratezza storica - Secret Weapons of the Luftwaffe fu anche accompagnato da un manuale storico di 224 pagine.
La trilogia fu creata da un team guidato da Lawrence Holland, un game designer che poi fondò la Totally Games. Totally Games continuò a sviluppare per la LucasArts, producendo giochi rilevanti come la serie di Star Wars: X-Wing. Fu anche responsabile del videogioco di simulazione aerea della seconda guerra mondiale Secret Weapons Over Normandy, un titolo pubblicato per Play Station 2, XBox e PC.
Anche se la LucasArts aveva già creato giochi basati sui film della casa madre come Labyrinth e Indiana Jones, non usò intensivamente le licenze fino agli anni novanta: i giochi di Star Wars apparvero per la prima volta sulle console Nintendo, ma furono sviluppati da altre compagnie esterne alla LucasArts. Il primo gioco prodotto internamente fu il simulatore di combattimenti spaziali X-Wing, sviluppato dal team di Larry Holland. Il gioco Star Wars: Rebel Assault diventò uno dei maggiori successi della compagnia e fu considerato una killer application per i drive CD-ROM nei primi anni novanta.
Dopo il successo di Doom della id Software il mercato PC si diresse verso gli sparatutto 3D in prima persona. La LucasArts contribuì a questa tendenza con il gioco del 1995 Star Wars: Dark Forces, uno sparatutto in prima persona che ricalcava l'impostazione di Doom in un universo Starwarsiano. Il gioco fu così bene accolto che lanciò un nuovo franchise, quello dei giochi del cavaliere Jedi. Questo inizia con il sequel di Dark Forces, Dark Forces II pubblicato nel 1997; questo gioco fu uno dei primi a fare un uso intensivo di schede grafiche 3D dedicate. L'anno seguente fu distribuita un'espansione, Mysteries of the Sith, mentre il sequel, Jedi Outcast, fu sviluppato nel 2002. Nel 2003 fu distribuito Jedi Academy, che può essere visto come uno spin-off della serie ma che fu comunque un buon successo.
Oltre alla serie Dark Forces, LucasArts ha anche realizzato nel 1997 un FPS a tema western, Outlaws, e Armed and Dangerous, in collaborazione con i Planet Moon Studios, nel 2003.
Nel 2002, la LucasArts riconobbe che l'eccesso di giochi dedicati a Star Wars stava riducendo la qualità dei suoi prodotti e annunciò che i suoi prodotti futuri sarebbero stati al 50% originali. Comunque, molti dei titoli originali furono cancellati e la produzione di videogiochi di Star Wars continuò ad essere il maggior business della LucasArts.
Il 2003 vide una collaborazione con la BioWare per il gioco RPG Knights of the Old Republic. Combinando un ambiente 3D con la caratteristica narrazione che aveva fatto grandi le avventure Lucas, questo gioco fu visto come nuova linfa per il franchise di Star Wars. Il suo sequel del 2005 Knights of the Old Republic II: The Sith Lords continuò nella stessa direzione, unendo un buon doppiaggio con una buona storia che riprendeva in parte quella del precedente episodio. Tuttavia, la LucasArts fu criticata per aver costretto la casa Obsidian Entertainment a pubblicare il sequel troppo presto, con conseguente taglio di molte funzioni e sequenze originariamente progettate.
Nel 2003 la LucasArts e il franchise di Star Wars testarono anche un'altra direzione, il mondo dei MMORPG, con la creazione di Star Wars: Galaxies. Dopo un buon lancio, nel 2004 fu pubblicata la prima espansione, Jump to Lightspeed, che consentiva duelli in tempo reale. Questo fu continuato in Rage of the Wookiees, un'espansione che aggiunse un nuovo pianeta da esplorare. Anche un'altra espansione, Trials of Obi-Wan fu distribuita il 1º novembre 2005 aggiungendo un buon quantitativo di nuove missioni sul pianeta Mustafar. Il gioco fu definitivamente chiuso nel dicembre 2011.
Nel 2004, la LucasArts ha distribuito Star Wars: Battlefront, basato sulla stessa formula della serie Battlefield 1942. È forse il gioco di Star Wars che ha venduto di più. Il suo sequel, Star Wars: Battlefront II aggiunse nuovi luoghi (quali Mustafar, Mygeeto, ecc.), assieme a scontri spaziali e a eroi (specialmente con spade laser).
Nel maggio 2005, la LucasArts ha pubblicato The Revenge of the Sith, un action game in terza persona basato sull'omonimo film. Sempre nel 2005, la LucasArts ha pubblicato Star Wars: Republic Commando, e uno dei suoi migliori giochi originali, Mercenari, sviluppato da Pandemic Studios.
Nel febbraio 2006 la LucasArts ha pubblicato Star Wars: Empire at War.
Nel novembre 2012 esce Angry Birds Star Wars, in cooperazione con Rovio Entertainment, creatrice del franchise Angry Birds.
Con l'introduzione dell'alta definizione nel mondo dei videogiochi e con l'uscita delle console di nuova generazione, quali Xbox 360, PlayStation 3 e Wii, si è aperto un mondo di possibilità che la LucasArts ha preso al volo lanciando una nuova linea di videogiochi sviluppati sulla base di un nuovo motore grafico: il DMM (Digital Molecular Matter) che simula alla perfezione la rottura dei materiali, e a un nuovo sistema di intelligenza artificiale: L'Euphoria. I primi videogame che hanno sfruttato questa nuova tecnologia sono stati Star Wars: Il potere della Forza e un suo sequel Star Wars: Il potere della Forza II.
Il 21 dicembre 2012 la LucasArts diventa proprietà dalla Walt Disney Company in seguito all'acquisizione della Disney per un ammontare di 4.05 miliardi di dollari. Al tempo non erano previsti ridimensionamenti.
Il 3 aprile 2013 la Lucasfilm annuncia la cessazione dello sviluppo di videogiochi, cancellando i progetti Star Wars 1313 e Star Wars: First Assault e licenziando circa centocinquanta dipendenti. Lo sviluppo dei videogiochi da quel momento in poi sarebbe andato in carico alla Disney Interactive Studios, o a sviluppatori di terze parti. L'ammontare totale del personale divenne pari a dieci dipendenti, rimasti per mandare avanti l'attività di licensing operata dalla Lucasfilm. Da allora, la Electronic Arts è diventata la principale casa di sviluppo dei giochi su licenza, mentre la Disney Interactive Studios si è concentrata particolarmente sui giochi per dispositivi mobili.
L'11 gennaio 2021, la Lucasfilm ha ristabilito il marchio Lucasfilm Games per tutti i futuri titoli sviluppati sotto licenza della compagnia. Nella stessa settimana è stato annunciato un nuovo gioco appartenente al franchise di Indiana Jones, sviluppato da MachineGames e pubblicato da Bethesda. Successivamente, Ubisoft si è detta al lavoro su un titolo open-world ambientato nell'universo di Guerre Stellari, sviluppato da Massive Entertainment. La EA è rimasta comunque allo sviluppo di svariati videogiochi di Star Wars.
Nel settembre 2021 è stato annunciato il remake di Knights of the Old Republic, sviluppato da Aspyr per Windows e Playstation 5. Nel dicembre 2021 è stato annunciato Star Wars Eclipse ai Game Awards, sviluppato da Quantic Dream e ambientato nell'Alta Repubblica.
Nel 2024 sono in uscita due nuovi giochi delle storie saghe Lucasfilm: Star Wars Outlaws e Indiana Jones e l'antico cerchio, quest'ultimo in esclusiva su Xbox Series X/S e Windows dopo l'acquisizione di Bethesda Softworks.

## Altre pubblicazioni
Nel 2002 la LucasArts ha pubblicato un CD contenente molte musiche dei suoi precedenti giochi. L'album è intitolato The Best of LucasArts Original Soundtracks, e comprende musiche tratte da Monkey Island, Grim Fandango, Outlaws e The Dig.